# Hydraena colchica
Hydraena colchica är en skalbaggsart som beskrevs av Emile Janssens 1963. Hydraena colchica ingår i släktet Hydraena och familjen vattenbrynsbaggar. Inga underarter finns listade i Catalogue of Life.